# Alfred Bochalli
Alfred Adolf Max Richard Bochalli (* 20. Juli 1877 in Berlin; † 26. April 1971 in Münster) war ein deutscher Verwaltungsjurist und Regierungspräsident.

## Leben und Wirken
Er legte am 28. Juni 1904 die große Staatsprüfung ab. Mit Wirkung vom 1. November 1942 wurde er als Nachfolger des in den Ruhestand versetzten Friedrich Bachmann zum Regierungspräsidenten von Liegnitz ernannt und übte diese Funktion bis zum Ende des Zweiten Weltkrieges aus.

## Publikationen (Auswahl)
- Wasserpolizei und Wasserpolizeibehörden. Berlin, 1932.
- Deutsche Geschichte einschließlich Verfassungs- und Verwaltungsgeschichte. Berlin, Wien, 1943; 2. Aufl., 1944.
- Grundriss des deutschen Beamtenrechts. 1965.